# Synaphobranchus oregoni
Synaphobranchus oregoni is een  straalvinnige vissensoort uit de familie van kuilalen (Synaphobranchidae). De wetenschappelijke naam van de soort is voor het eerst geldig gepubliceerd in 1960 door Castle.
De soort staat op de Rode Lijst van de IUCN als niet bedreigd, beoordelingsjaar 2009.